# Emilio Tamarit
Emilio Tamarit y Maymir (1826-1882) fue un comisario de guerra y periodista español.

## Biografía
Habría nacido en Mataró en 1826. Comisario de guerra, fue también profesor de la Escuela del Cuerpo Administrativo del Ejército. Como periodista, fue director y redactor único del Boletín de Administración Militar, así como colaborador del Semanario Pintoresco Español entre 1846 y 1849 y de Educación Pintoresca en 1857. Falleció en Madrid en 1882, dependiendo de la fuente el día 22 o 24 de mayo.